# Wim Meijer (Politiker, 1939)

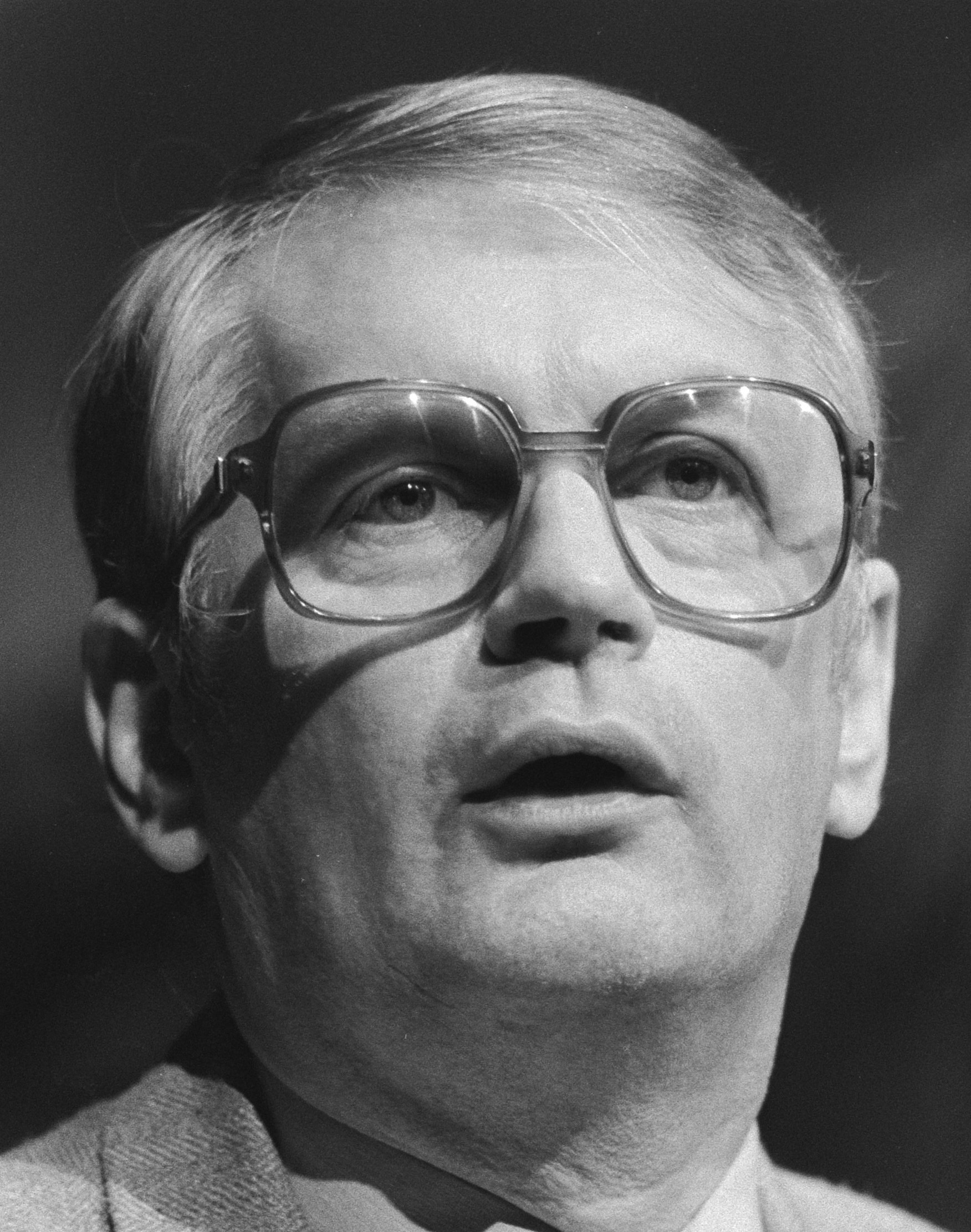
Wim Meijer (1981)

Wilhelm „Wim“ Meijer (* 16. August 1939 in Harkstede, Slochteren, Provinz Groningen) ist ein niederländischer Politiker der Partij van de Arbeid (PvdA), der unter anderem zwischen 1971 und 1973 erstmals Mitglied der Zweiten Kammer der Generalstaaten sowie im Kabinett Den Uyl von 1973 bis 1977 Staatssekretär im Ministerium für Kultur, Freizeitgestaltung und Fürsorge war. Als Staatssekretär setzte er sich für Verbesserungen in der Bibliotheksarbeit, der Wohlfahrtsarbeit und der Altenpolitik ein. Seine drei „grünen“ Denkschriften gaben den Anstoß für einen besseren Schutz von Naturräumen und Kulturlandschaften.
Er war zwischen 1977 und 1989 erneut Mitglied der Zweiten Kammer der Generalstaaten und verlor 1979 den Kampf um den PvdA-Vorsitz an Max van den Berg, der radikaler und näher an der Basis war. Er war allerdings in der Zeit von 1981 bis 1982 Vorsitzender der PvdA-Fraktion in der Zweiten Kammer. 
Nach seinem Ausscheiden aus der Zweiten Kammer war er zwischen 1989 und 1993 Kommissar der Königin in der Provinz Drenthe und von 1993 bis 2002 Mitglied des Vorstands der Rabobank, ehe er zwischen 2002 und 2016 als Vorsitzender des Bergbaurates (Mijnraad) fungierte.

## Leben

### Mitglied der Zweiten Kammer und Staatssekretär

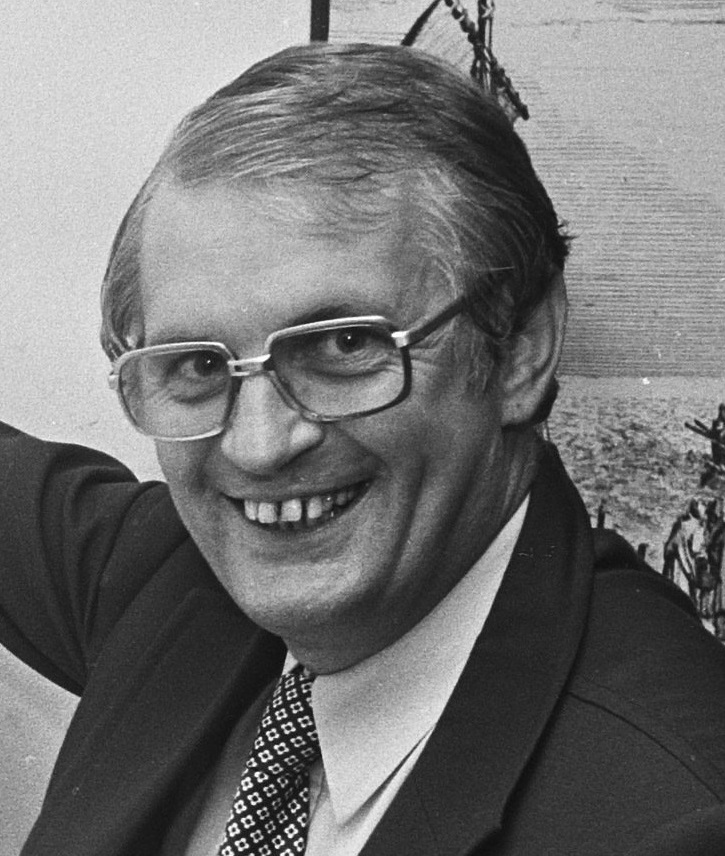
Wim Meijer (1977)

Wilhelm „Wim“ Meijer, der aus einer liberalen christlichen Familie stammte, trat 1958 der Partij van de Arbeid (PvdA) als Mitglied bei und gehörte innerhalb der Partei den Neuen Linken (Nieuw Links) an. Seine politische Laufbahn begann er in der Kommunalpolitik und war vom 6. September 1966 bis 1. September 1970 Mitglied des Gemeinderates von Hengelo. Am 11. Mai 1971 wurde er für die PvdA Mitglied der Zweiten Kammer der Generalstaaten (Tweede Kamer der Staten-Generaal), des Unterhauses des Parlaments (Generalstaaten), und gehörte dieser bis zum 11. Mai 1973 an. Anfang der 1970er Jahre war er Mitglied der sogenannten „Steenwijk-groep“, einer informellen Denkfabrik für den Parteivorsitzenden André van der Louw, zu der auch Hans Kombrink, Bram Peper, Jan Pronk und Relus ter Beek gehörten.
Daraufhin übernahm Meijer am 11. Mai 1973 im Kabinett Den Uyl das Amt als Staatssekretär im Ministerium für Kultur, Freizeitgestaltung und Fürsorge (Staatssecretaris van Cultuur, Recreatie en Maatschappelijk Werk) und war als solcher bis zum 8. September 1977 zuständig für Jugendangelegenheiten, Volksentwicklung, Naturschutz und Freiluft, Gemeindeentwicklung, Sozialhilfe und außerordentliche Renten. Als Staatssekretär setzte er sich für Verbesserungen in der Bibliotheksarbeit, der Wohlfahrtsarbeit und der Altenpolitik ein. Seine drei „grünen“ Denkschriften gaben den Anstoß für einen besseren Schutz von Naturräumen und Kulturlandschaften.
Während seiner Amtszeit als Staatssekretär kam es am 1. Dezember 1975 zur Einführung der Seniorenkarte (Pas-65+), der ältere Menschen zu Ermäßigungen im öffentlichen Nahverkehr und bei kulturellen Einrichtungen wie Theatern, Museen, Konzertsäle berechtigt. Außerdem wurde 1975 das Memorandum über die Beförderungspolitik veröffentlicht, wonach die Anzahl der Stellplätze für Wohnwagen erhöht werden sollte. 
Weiterhin wurde 1975 das Gesetz über gefährdete gebietsfremde Arten (Wet bedreigde uitheemse diersoorten) erlassen, dessen Entwurf 1972 vom damaligen Staatssekretär im Ministerium für Kultur, Freizeitgestaltung und Fürsorge	Henk Vonhoff vorgelegt wurde und das den Handel mit exotischen Tieren, aber auch beispielsweise mit Elfenbein, verbietet. Schließlich wurde 1975 auch das Gesetz über die öffentlichen Bibliotheken (Wet op het openbare bibliotheekwerk) erlassen, dessen Entwurf ebenfalls vom vorherigen Staatssekretär Henk Vonhoff stammte. Durch dieses Gesetz sollte die Verfügbarkeit von Bildungs-, Informations- und soziokulturellen Einrichtungen verbessert werden. Das Gesetz verpflichtete die Gemeinden, öffentliche Bibliothekseinrichtungen zu unterhalten, während die Regierung alle drei Jahre einen Landesplan für öffentliche Bibliothekseinrichtungen und der jeweilige Provinzrat (Provinciale Staten) einen Provinzplan aufstellen sollte. Das Gesetz regelte darüber hinaus die Erstattung von Kosten, die teilweise von den Gemeinden getragen werden. Die Gemeinden wiederum beteiligten sich danach an den Provinzbibliothekszentren. Während der Verhandlungen zur Regierungsbildung von Den Uyl 1977 war er Ministerkandidat für Kultur, Erholung und Soziale Arbeit.

### Wiederwahl in die Zweite Kammer und Vorsitzender der PvdA-Fraktion

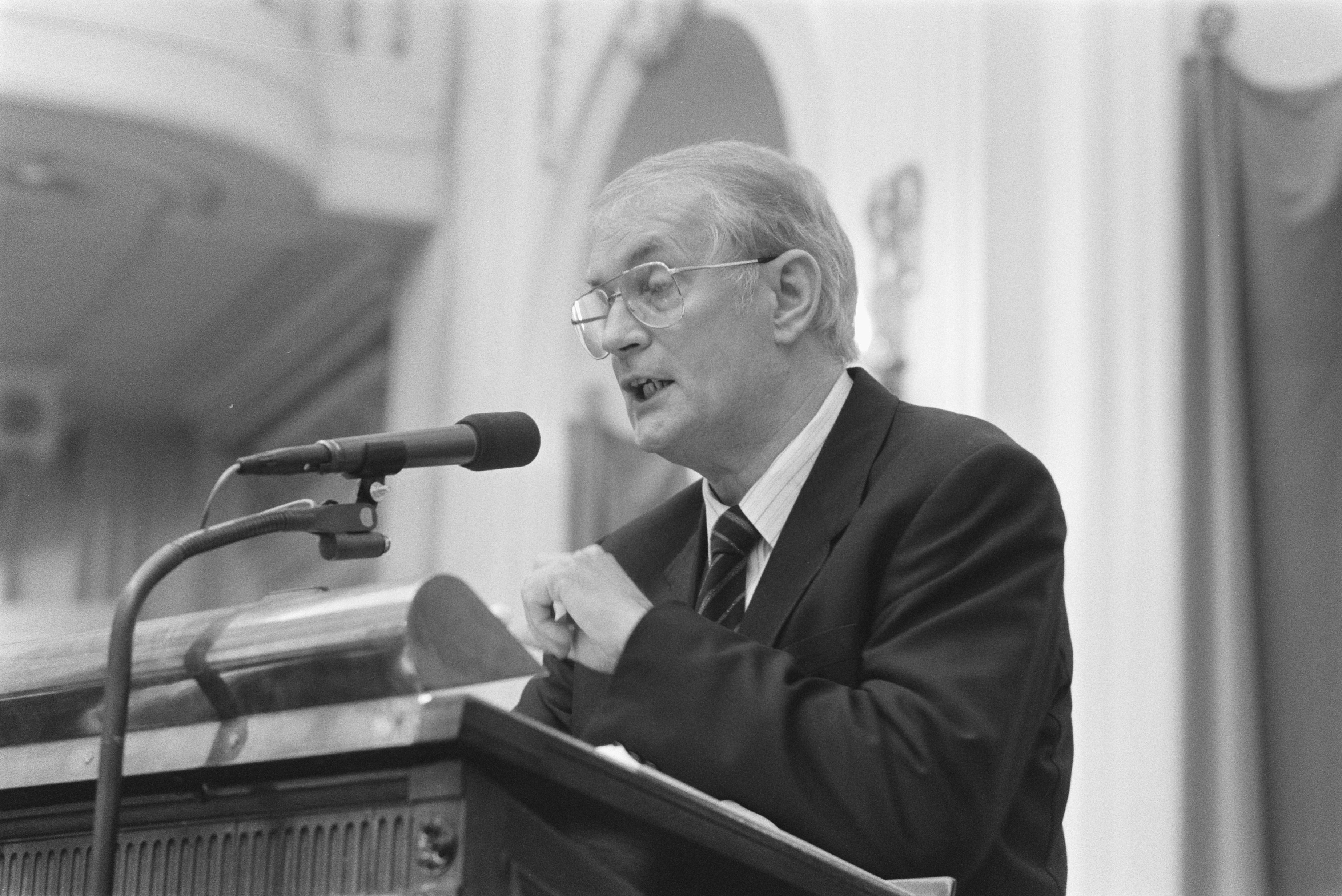
Wim Meijer während einer Debatte in der Zweiten Kammer der Generalstaaten (21. September 1988)

Nach seinem Ausscheiden aus der Regierung wurde er am 8. Juni 1977 abermals Mitglied der Zweiten Kammer der Generalstaaten und gehörte dieser nunmehr bis zum 1. Januar 1989 an. Am 26. April 1979 bewarb er sich als Nachfolger von Ien van den Heuvel für die Funktion als Vorsitzender der PvdA (Partijvoorzitter van de PvdA), verlor den Kampf jedoch an Max van den Berg, der radikaler und näher an der Basis war. Allerdings wurde er am 11. September 1981 als Nachfolger von Joop den Uyl, der im zweiten Kabinett Van Agt stellvertretender Ministerpräsident, Minister für Soziales und Arbeit sowie Minister für die Angelegenheiten der Niederländischen Antillen wurde, Vorsitzender der PvdA-Fraktion in der Zweiten Kammer. Dieses Amt behielt er bis zum 16. September 1982, woraufhin Joop den Uyl erneut Fraktionsvorsitzender wurde.
Während seiner Parlamentszugehörigkeit fungierte Wim Meijer vom 4. September 1984 bis 18. September 1986 Vorsitzender des Ständigen Ausschusses für die Beziehungen zu den Niederländischen Antillen und Aruba. Zugleich war er 1985 Sprecher in der Enquete-Kommission zur Rijn-Schelde-Verolme Machinefabrieken en Scheepswerven (RSV), das größte niederländische Schiffbauunternehmen, dessen Verluste in Milliarden Gulden schließlich zum Zusammenbruch führten, der einen aufsehenerregenden Untersuchungsausschuss nach sich zog. Außerdem war er noch zwischen dem 18. November 1986 und dem 1. Januar 1989 Vorsitzender des Sonderausschusses Wattenmeer der Zweiten Kammer sowie 1988 Sprecher in der Debatte über die parlamentarische Untersuchung zum Passfragebogen.

### Kommissar der Königin in der Provinz Drenthe und Wechsel in die Wirtschaft

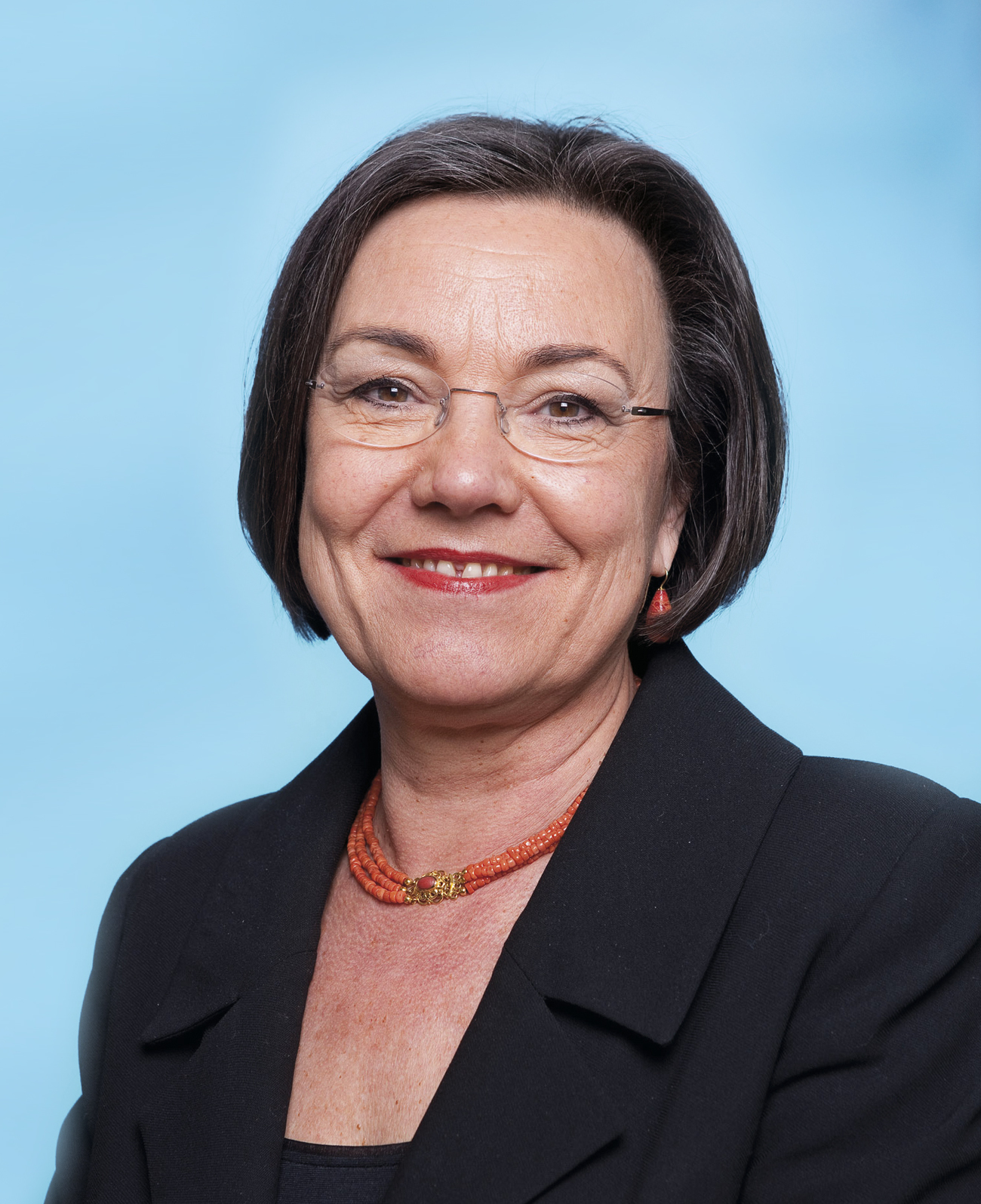
Wim Meijer ist seit 2010 mit Gerdi Verbeet verheiratet, die von 2006 bis 2012 Vorsitzende der Zweiten Kammer war.

Nach seinem Ausscheiden aus dem Parlament wurde Wim Meijer am 14. Oktober 1988 durch Königlichen Erlass zum Kommissar der Königin in der Provinz Drenthe und bekleidete dieses Amt als Nachfolger von Ad Oele vom 1. Januar 1989 bis zum 1. Januar 1993, woraufhin Margreeth de Boer seine Nachfolge antrat.
Nach Beendigung dieser Tätigkeit wechselte Meijer in die Privatwirtschaft und war zwischen dem 1. Januar 1993 und Juni 2002 Mitglied des Vorstands der Rabobank sowie Mitglied des Aufsichtsrates des Eisenbahnunternehmens Nederlandse Spoorwegen. Danach war er als Nachfolger von Ruud Lubbers zwischen 2002 und seiner Ablösung durch Co Verdaas 2016 Vorsitzender des Bergbaurates (Mijnraad), ein unabhängiges Gremium, das den Minister für Wirtschaft und Klima (Minister van Economische Zaken en Klimaat) bei der Exploration oder Produktion von Mineralien oder geothermischer Energie sowie der Speicherung von Stoffen im tiefen Untergrund berät. Des Weiteren engagierte er sich zeitweise als Vorstandsvorsitzender des Energiedialog Niederlande (Energie Dialoog Nederland) und war bis 2014 auch Vorsitzender des Verwaltungsgremiums und des Aufsichtsrates von Sensor Universe sowie zudem  Vorsitzender des Aufsichtsrats der Niederländischen Handelskammer KvK (Kamer van Koophandel).
Seine erste Ehefrau Tjarda Harmsma war Journalistin und Mitarbeiterin des PvdA-Parteibüros. 2010 heiratete er in zweiter Ehe Gerdi Verbeet, die von 2006 bis 2012 Vorsitzende der Zweiten Kammer und damit Parlamentspräsidentin war.

## Veröffentlichungen
- Welzijnsbeleid. Een keuze voor verandering van de maatschappij, 1978
- Wim Meijer, tegen de stroom in, Verlag Nijgh & Van Ditmar, 2016